# Marcin Budziński (wielrenner)
Marcin Budziński (Opoczno, 14 april 1998) is een Pools wielrenner die rijdt bij ATT Investments. Zijn tweelingbroer Tomasz is ook wielrenner.

## Carrière
In 2021 maakte Budziński de overstap van Wibatech Merx 7R naar HRE Mazowsze Serce Polski. Hij werd dat jaar onder meer negende in de Memoriał Henryka Łasaka. Ook nam hij deel aan de wegwedstrijd op het Europese kampioenschap, die hij niet uitreed. In 2022 won hij, samen met zijn ploeggenoten, de openingsploegentijdrit in Belgrado-Banja Luka. Later dat jaar werd hij onder meer zesde in de Fyen Rundt en twintigste in het eindklassement van de Ronde van Slovenië. Namens een Poolse nationale selectie nam hij deel aan de Ronde van Polen. Hier maakte hij in de derde etappe deel uit van de vroege vlucht. In de Bulgaarse etappekoers In the footsteps of the Romans won hij het bergklassement.
In juni 2023 werd Budziński, achter Márton Dina, tweede in het eindklassement van de Ronde van Małopolska. Later die maand werd hij tiende in het eindklassement van de Ronde van Eure-et-Loir. Op het nationale kampioenschap op de weg veroverde hij de bronzen medaille, nadat Alan Banaszek en Filip Maciejuk hem versloegen in een sprint met drie. Eind juli nam hij, wederom met de Poolse nationale selectie, deel aan de Ronde van Polen. In augustus werd hij, achter Michael Kukrle, tweede in de Memoriał Henryka Łasaka. Het seizoen 2024 begon voor Budziński met enkele eendagskoersen in Slovenië. In de GP Slovenian Istria versloeg hij Max van der Meulen in een sprint-à-deux en volgde zo Bartłomiej Proć op op de erelijst. Twee dagen later won hij de sprint in de GP Brda-Collio, die deels in Italië werd verreden. Weer twee dagen later plaatste hij een late aanval in de GP Goriška & Vipava Valley, maar vlak voor de finish werd hij ingelopen door een sprintende achtervolgende groep. Mattia Negrente won de sprint, Budziński werd nog vierde. Zijn periode in Slovenië eindigde met een vijfde plaats in de GP Adria Mobil. Begin april trok Budziński naar Turkije, waar hij startte in de Ronde van Mersin. In de openingsrit bleef enkel Dawit Yemane hem voor. Een dag later werd Budziński vijfde, maar nam hij wel de leiderstrui over. Die leidende positie verdedigde hij in de overige twee etappes met succes, waardoor hij het eindklassement op zijn naam schreef.

## Overwinningen
2022
1e etappe Belgrado-Banja Luka (TTT)
Bergklassement In the footsteps of the Romans
2024
GP Slovenian Istria
GP Brda-Collio
Eindklassement Ronde van Mersin
3e etappe Ronde van Zuid-Bohemen
Eindklassement Ronde van Zuid-Bohemen
2025
Grote Prijs van Rhodos
1e etappe Ronde van Rhodos
GP Brda-Collio
Silesian Classic
2e etappe Ronde van Opper-Oostenrijk

### Resultaten in voornaamste wedstrijden
|      | \| Jaar \| \| WK op de weg \| \| ---- \| \| ------------ \| \| 2024 \| \| opgave \| |              |
| Jaar |                                                                                     | WK op de weg |
| 2024 |                                                                                     | opgave       |

## Ploegen
- 2019 –  Team Hurom
- 2020 –  Wibatech Merx 7R
- 2021 –  HRE Mazowsze Serce Polski
- 2022 –  HRE Mazowsze Serce Polski
- 2023 –  HRE Mazowsze Serce Polski
- 2024 –  Mazowsze Serce Polski
- 2025 –  ATT Investments